# کریستین اوساگونا
کریستین اوساگونا (انگلیسی: Christian Osaguona؛ زادهٔ ۱۰ اکتبر ۱۹۹۰) بازیکن سابق فوتبال اهل نیجریه است که به عنوان مهاجم بازی می‌کرد. وی در ۸ نوامبر ۲۰۲۴ از دنیای فوتبال خداحافظی کرد.
از باشگاه‌هایی که در آن بازی کرده است می‌توان به الرجا، مشلان، ام صلال، ذوب‌آهن اصفهان، ججو یونایتد، پرسپولیس، الشرطه عراق و الحد اشاره کرد.

## دوران حرفه‌ای باشگاهی

### الرجا
اوساگونا ابتدا به الرجا پیوست و در این تیم موفق به ۱۷ بازی و ۱۴ گل شد.

### مشلان
اوساگونا در سال ۲۰۱۶ به تیم مشلان پیوست و در ۱۵ بازی ۱ گل به ثمر رساند.

### ام صلال
اوساگونا در سال ۲۰۱۸ وارد ام صلال شد و ۲ بازی برای این تیم انجام داد.

### ذوب آهن
سپس در سال ۲۰۱۹ وارد تیم ذوب آهن اصفهان شد. او در ذوب آهن عملکرد نسبتاً خوبی داشت. او موفق شد گل پیروزی ذوب آهن مقابل الکویت را در دقیقه‌های پایانی بزند؛ و همچنین در مقابل الغرافه هم گلزنی کرد که باعث کامبک ذوب آهن با نتیجه ۳–۲ شد. همچنین گل او مقابل الوصل که در نهایت با نتیجه ۳–۱ به نفع ذوب آهن تمام شد. همچنین وی یک گل در لیگ برتر به نفت مسجد سلیمان زد.

### ججو یونایتد
اوساگونا نیم فصل بعدی خود را در کره جنوبی و در باشگاه ججو یونایتد گذراند. وی در این تیم مقابل تیم‌های قدرتمندی مانند سوون سامسونگ و پوهانگ استیلرز ایستاد. وی در ۱۱ بازی که برای این تیم انجام داد ۱ گل هم زد که در بازی مقابل سانگژو سانگمو بود که آن بازی را ۱–۴ واگذار کردند.

### پرسپولیس
سرانجام او دوباره به ایران بازگشت و این بار پرسپولیس را برای خود انتخاب کرد. او اولین بازی خود را مقابل تراکتور انجام داد که آن بازی ۲–۰ به نفع پرسپولیس تمام شد. همچنین از مهم‌ترین کار او در پرسپولیس پاس گل او به علی علیپور در دربی ۹۲ است که باز را به نتیجه ۱–۱ کشاند و در ادامه ۲–۲ به پایان رسید. از جمله درخشش‌های اوساگونا می‌توان به اولین گلزنی او در دیدار با سایپا اشاره کرد.

## تیم ملی نیجریه
همچنین اوساگونا ۵ بازی در تیم ملی خود انجام داد که گلی را به همراه نداشت.

## افتخارات
پرسپولیس
- لیگ برتر خلیج فارس (۱): ۲۰–۲۰۱۹